# Tom Neal

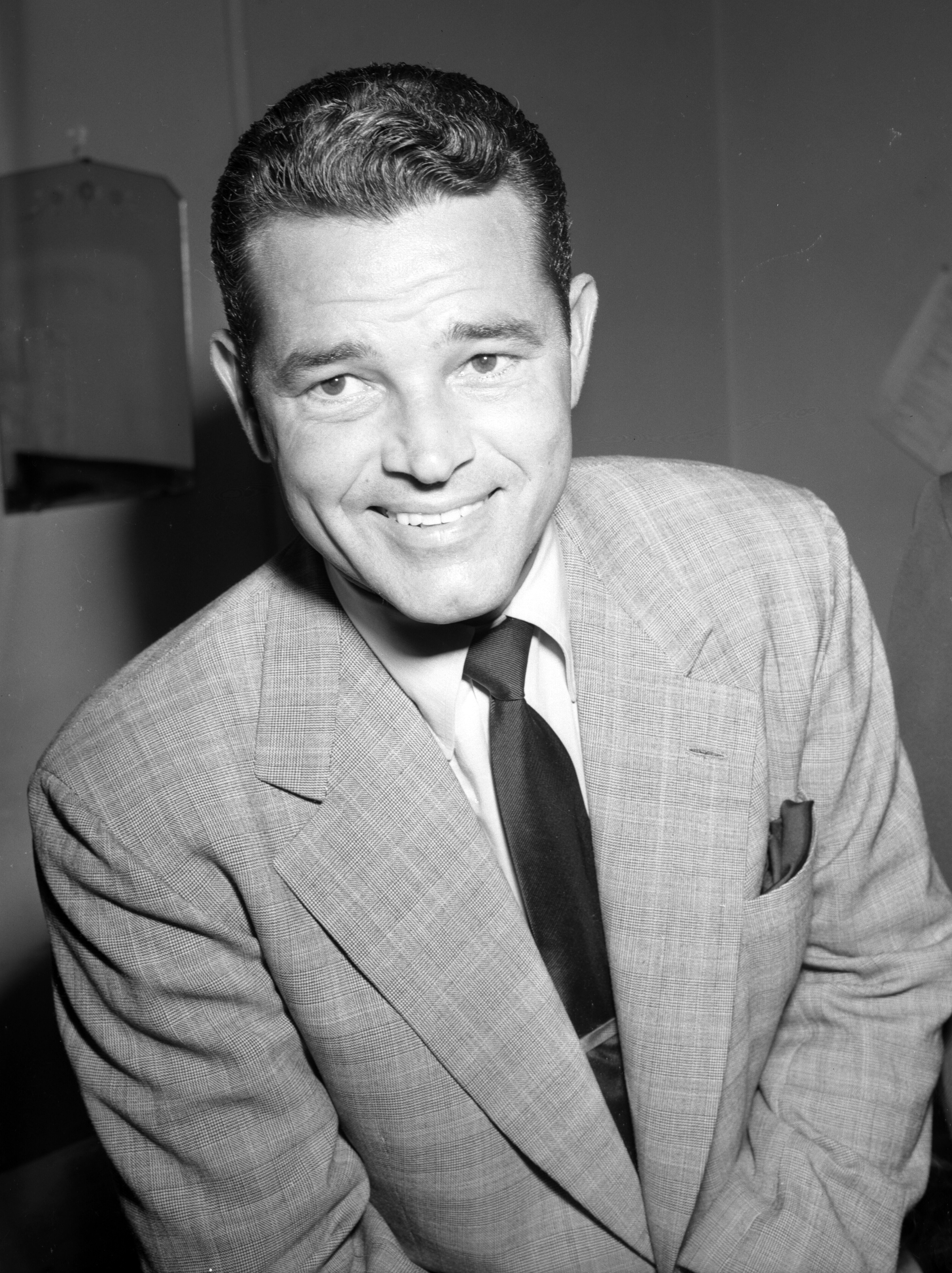
Tom Neal (1951)

Tom Neal (* 28. Januar 1914 in Evanston, Illinois; † 7. August 1972 in North Hollywood) war ein US-amerikanischer Schauspieler und Boxer.

## Leben
Neal wuchs in Chicago als Sohn eines Bankiers auf. Er studierte an der Northwestern University Mathematik und bestritt zwischen 1932 und 1934 eine Reihe von Amateur-Boxkämpfen. Nach seiner Rückkehr nach Chicago spielte er beim Tourneetheater und ging 1933 nach New York City. Sein Debüt am Broadway gab er 1935, sein Filmdebüt machte er 1938 in einer der „Andy-Hardy“-Komödien mit Mickey Rooney, Out West with the Hardys.
In den 1940er Jahren gelang Neal rasch der Aufstieg zum Hauptdarsteller in B-Filmen als betont männlich-attraktiver Held. Sein bekanntester Film ist der 1945 erstmals gezeigte Film-noir-Klassiker Umleitung (Detour); in Edgar G. Ulmers Werk spielt er die Hauptrolle des Barpianisten Al Roberts, der am Ende aus Versehen seine erpresserische Gefährtin (Ann Savage) erdrosselt, weil sich die Telefonschnur um ihren Hals wickelt, an der er durch eine verschlossene Tür zerrte. Er war auch B-Film-Serienheld des 15-teiligen Kinoabenteuers Bruce Gentry – Daredevil of the Skies (1949).
Neal war bereits in jungen Jahren dafür bekannt, nicht nur im Boxring zuzuschlagen. Er verprügelte auch außerhalb des Ringes Männer und Frauen. Wegen „körperlicher und geistiger Grausamkeit“ wurde seine Ehe mit der jungen Schauspielerin Vicky Lane 1949 geschieden. Er geriet auch in die Schlagzeilen, weil er in die Schauspielerin Barbara Payton verliebt war und deren Ehemann Franchot Tone ins Koma prügelte, was seine Filmkarriere 1951 so gut wie beendete. Neal tötete seine dritte Ehefrau, die Rezeptionistin Gale Bennett, 1965 durch einen Schuss mit einer .45er-Pistole in den Hinterkopf. Die Staatsanwaltschaft forderte im folgenden Prozess die Todesstrafe; Neal wurde schließlich wegen „fahrlässiger Tötung“ verurteilt, da er erklärt hatte, er habe mit Bennett um die .45er gerangelt und dann sei die Waffe losgegangen. Er wurde 1971 nach sechs Jahren vorzeitig aus der Haft entlassen.
Neal wurde nach seiner Haftentlassung Gärtner, starb aber nur ein Jahr später im Alter von 58 Jahren an Herzinsuffizienz. Aus seiner zweiten Ehe mit Patricia Marie Fenton, die von 1956 bis zu ihrem Tod an Krebs im März 1958 hielt, hatte er den Sohn Tom Neal junior (1957–2015).

## Filmografie (Auswahl)
- 1938: Out West with the Hardys
- 1938: The Great Heart (Kurzfilm)
- 1939: Noch ein dünner Mann (Another Thin Man)
- 1939: Südsee-Nächte (Honolulu)
- 1939: Within the Law
- 1939: Prophet Without Honor (Kurzfilm)
- 1940: Flight Command
- 1941: Under Age
- 1941: Dschungel-Gangster (Jungle Girl)
- 1942: Unternehmen Tigersprung (Flying Tigers)
- 1943: Behind the Rising Sun
- 1945: Crime, Inc.
- 1945: Umleitung (Detour)
- 1945: Club Havana
- 1946: First Yank into Tokyo
- 1948: Beyond Glory
- 1949: Adlerauge, der tapfere Sioux (Apache Chief)
- 1949: Bruce Gentry – Daredevil of the Skies
- 1949: Hände hoch, Old Boy! (Red Desert)
- 1950: Call of the Klondike
- 1950: Gauner, Gangster, schöne Mädchen (The Daltons’ Women)
- 1950: Billy, der Bandit (I Shot Billy the Kid)
- 1950: Radar-Geheimpolizei (Radar Secret Service)
- 1958: Das letzte Hurra (The Last Hurrah)